# Stamboom Maria Juliana van Nassau-Siegen
Dit is de stamboom van gravin Maria Juliana van Nassau-Siegen (1612–1665).
| Stamboom Maria Juliana van Nassau-Siegen (1612–1665) | Stamboom Maria Juliana van Nassau-Siegen (1612–1665)                                                                   | Stamboom Maria Juliana van Nassau-Siegen (1612–1665)                                                                   | Stamboom Maria Juliana van Nassau-Siegen (1612–1665)                                                                   | Stamboom Maria Juliana van Nassau-Siegen (1612–1665)                                                                   | Stamboom Maria Juliana van Nassau-Siegen (1612–1665)                                                                    | Stamboom Maria Juliana van Nassau-Siegen (1612–1665) | Stamboom Maria Juliana van Nassau-Siegen (1612–1665) | Stamboom Maria Juliana van Nassau-Siegen (1612–1665)                                                                    |
| ---------------------------------------------------- | --- | --- | --- | --- | --- | --- | --- | --- |
| Betovergrootouders                                   | Johan V van Nassau-Siegen (1455–1516) ⚭ 1482 Elisabeth van Hessen-Marburg (1466–1523)                                  | Botho III van Stolberg-Wernigerode (1467–1538) ⚭ 1500 Anna van Eppstein-Königstein (1481–1538)                         | Johan IV van Leuchtenberg (1470–1531) ⚭ 1502 Margaretha van Schwarzburg-Blankenburg (1482–1518)                        | Frederik V ‘de Oudere’ van Brandenburg-Ansbach (1460–1536) ⚭ 1479 Sofia van Polen (1464–1512)                          | Frederik I van Denemarken (1471–1533) ⚭ 1502 Anna van Brandenburg (1487–1514)                                           | Magnus I van Saksen-Lauenburg (?–1543) ⚭ 1509 Catharina van Brunswijk-Wolfenbüttel (?–1563) | Filips I van Brunswijk-Grubenhagen (ca. 1476–1551) ⚭ 1517 Catharina van Mansfeld (1501–1535) | George I van Pommeren (1493–1531) ⚭ 1513 Amalia van de Palts (1490–1524)                                                |
| Overgrootouders                                      | Willem I ‘de Rijke’ van Nassau-Siegen (1487–1559) ⚭ 1531 Juliana van Stolberg-Wernigerode (1506–1580)                  | Willem I ‘de Rijke’ van Nassau-Siegen (1487–1559) ⚭ 1531 Juliana van Stolberg-Wernigerode (1506–1580)                  | George III van Leuchtenberg (1502–1555) ⚭ 1528 Barbara van Brandenburg-Ansbach (1495–1552)                             | George III van Leuchtenberg (1502–1555) ⚭ 1528 Barbara van Brandenburg-Ansbach (1495–1552)                             | Christiaan III van Denemarken (1503–1559) ⚭ 1525 Dorothea van Saksen-Lauenburg (1511–1571)                              | Christiaan III van Denemarken (1503–1559) ⚭ 1525 Dorothea van Saksen-Lauenburg (1511–1571) | Ernst V van Brunswijk-Grubenhagen (1518–1567) ⚭ 1547 Margaretha van Pommeren (1518–1569) | Ernst V van Brunswijk-Grubenhagen (1518–1567) ⚭ 1547 Margaretha van Pommeren (1518–1569)                                |
| Grootouders                                          | Johan VI ‘de Oude’ van Nassau-Siegen (1536–1606) ⚭ 1559 Elisabeth van Leuchtenberg (1537–1579)                         | Johan VI ‘de Oude’ van Nassau-Siegen (1536–1606) ⚭ 1559 Elisabeth van Leuchtenberg (1537–1579)                         | Johan VI ‘de Oude’ van Nassau-Siegen (1536–1606) ⚭ 1559 Elisabeth van Leuchtenberg (1537–1579)                         | Johan VI ‘de Oude’ van Nassau-Siegen (1536–1606) ⚭ 1559 Elisabeth van Leuchtenberg (1537–1579)                         | Johan ‘de Jongere’ van Sleeswijk-Holstein-Sonderburg (1545–1622) ⚭ 1568 Elisabeth van Brunswijk-Grubenhagen (1550–1586) | Johan ‘de Jongere’ van Sleeswijk-Holstein-Sonderburg (1545–1622) ⚭ 1568 Elisabeth van Brunswijk-Grubenhagen (1550–1586) | Johan ‘de Jongere’ van Sleeswijk-Holstein-Sonderburg (1545–1622) ⚭ 1568 Elisabeth van Brunswijk-Grubenhagen (1550–1586) | Johan ‘de Jongere’ van Sleeswijk-Holstein-Sonderburg (1545–1622) ⚭ 1568 Elisabeth van Brunswijk-Grubenhagen (1550–1586) |
| Ouders                                               | Johan VII ‘de Middelste’ van Nassau-Siegen (1561–1623) ⚭ 1603 Margaretha van Sleeswijk-Holstein-Sonderburg (1583–1658) | Johan VII ‘de Middelste’ van Nassau-Siegen (1561–1623) ⚭ 1603 Margaretha van Sleeswijk-Holstein-Sonderburg (1583–1658) | Johan VII ‘de Middelste’ van Nassau-Siegen (1561–1623) ⚭ 1603 Margaretha van Sleeswijk-Holstein-Sonderburg (1583–1658) | Johan VII ‘de Middelste’ van Nassau-Siegen (1561–1623) ⚭ 1603 Margaretha van Sleeswijk-Holstein-Sonderburg (1583–1658) | Johan VII ‘de Middelste’ van Nassau-Siegen (1561–1623) ⚭ 1603 Margaretha van Sleeswijk-Holstein-Sonderburg (1583–1658)  | Johan VII ‘de Middelste’ van Nassau-Siegen (1561–1623) ⚭ 1603 Margaretha van Sleeswijk-Holstein-Sonderburg (1583–1658) | Johan VII ‘de Middelste’ van Nassau-Siegen (1561–1623) ⚭ 1603 Margaretha van Sleeswijk-Holstein-Sonderburg (1583–1658) | Johan VII ‘de Middelste’ van Nassau-Siegen (1561–1623) ⚭ 1603 Margaretha van Sleeswijk-Holstein-Sonderburg (1583–1658)  |
| Maria Juliana van Nassau-Siegen (1612–1665)          | | | | | | | | |
| Echtgenoot                                           | ⚭ 1637 Frans Hendrik van Saksen-Lauenburg (1604–1658)                                                                  | ⚭ 1637 Frans Hendrik van Saksen-Lauenburg (1604–1658)                                                                  | ⚭ 1637 Frans Hendrik van Saksen-Lauenburg (1604–1658)                                                                  | ⚭ 1637 Frans Hendrik van Saksen-Lauenburg (1604–1658)                                                                  | ⚭ 1637 Frans Hendrik van Saksen-Lauenburg (1604–1658)                                                                   | ⚭ 1637 Frans Hendrik van Saksen-Lauenburg (1604–1658) | ⚭ 1637 Frans Hendrik van Saksen-Lauenburg (1604–1658) | ⚭ 1637 Frans Hendrik van Saksen-Lauenburg (1604–1658)                                                                   |
| Kinderen                                             | Catharina Maria Sophia van Saksen-Lauenburg (1640–1641)                                                                | Christina Juliana van Saksen-Lauenburg (1642–1644)                                                                     | Erdmuthe Sophia van Saksen-Lauenburg (1644–1689) ⚭ 1665 Gustaaf Rudolf van Mecklenburg-Schwerin (1632–1670)            | Erdmuthe Sophia van Saksen-Lauenburg (1644–1689) ⚭ 1665 Gustaaf Rudolf van Mecklenburg-Schwerin (1632–1670)            | Frans van Saksen-Lauenburg (1645–1645)                                                                                  | Eleonora Charlotte van Saksen-Lauenburg (1646–1709) ⚭ 1676 Christiaan Adolf I van Sleeswijk-Holstein-Sonderburg-Franzhagen (1641–1702)                                                                                            | Eleonora Charlotte van Saksen-Lauenburg (1646–1709) ⚭ 1676 Christiaan Adolf I van Sleeswijk-Holstein-Sonderburg-Franzhagen (1641–1702)                                                                                            | Erdmann van Saksen-Lauenburg (1649–1660)                                                                                |
| Kleinkinderen                                        | – | – | – | – | – | 1. Leopold Christiaan van Sleeswijk-Holstein-Sonderburg-Franzhagen (1678–1707) 2. Lodewijk Karel van Sleeswijk-Holstein-Sonderburg-Franzhagen (1684–1708) 3. Johan Frans van Sleeswijk-Holstein-Sonderburg-Franzhagen (1685–1687) | 1. Leopold Christiaan van Sleeswijk-Holstein-Sonderburg-Franzhagen (1678–1707) 2. Lodewijk Karel van Sleeswijk-Holstein-Sonderburg-Franzhagen (1684–1708) 3. Johan Frans van Sleeswijk-Holstein-Sonderburg-Franzhagen (1685–1687) | – |